# Benny Gantz
Benjamin Gantz (Kfar Ahim, 9 de junho de 1959) é um militar e político israelense de direita, que serviu como Primeiro-ministro rotativo de Israel, junto com Benjamin Netanyahu, de maio de 2020 até junho de 2021. Serviu nas Forças de Defesa Israelenses (IDF) de 1977 a 2015, onde chegou a patente mais alta e ocupou o cargo de Chefe do Estado-Maior Geral de 2011 a 2015. Foi também Ministro da Defesa do seu país, de 2020 a 2022.
Gantz graduou-se em história e ciência política em universidades israelenses, mais tarde concluindo um mestrado pela Universidade de Defesa Nacional, dos Estados Unidos. Após se aposentar do exército, entrou para a carreira empresarial e, em 2018, para a política, criando o Partido da Resiliência de Israel. O partido mais tarde aliou-se aos partidos Telem e Yesh Atid para formar a coligação Azul e Branco, a qual Gantz foi escolhido como líder.
Nas eleições legislativas, Gantz e sua coligação adotaram um discurso centrista e anticorrupção, acusando o primeiro-ministro Netanyahu de ser uma ameaça às instituições do país. Após o impasse resultado pela eleição de abril de 2019, a coligação elegeu a maior bancada do parlamento na eleição de setembro do mesmo ano, levando Gantz a reivindicar o cargo de primeiro-ministro.

## Início de vida, família e educação
Benjamin Gantz nasceu em Kfar Ahim, Israel, em 1959. Sua mãe Malka era uma sobrevivente do Holocausto, originalmente de Mezőkovácsháza, Hungria. Seu pai Nahum saiu da Romênia e foi preso pelas autoridades britânicas por tentar entrar na Palestina ilegalmente antes de chegar a Israel. Seus pais estavam entre os fundadores da Moshav Kfar Ahim, uma comunidade agrícola cooperativa no centro-sul de Israel.
Na juventude, Gantz estudou na Escola de Ensino Médio Merkaz Shapir em Merkaz Shapira e no internato HaKfar HaYarok em Ramat Hasharon. Gantz se formou inicialmente no Colégio de Comando e Estado-Maior e no Colégio de Segurança Nacional, concluindo também um bacharelado em história pela Universidade de Tel Aviv e um mestrado em ciência política pela Universidade de Haifa. Posteriormente estudou nos Estados Unidos, completando um segundo mestrado em  Gestão de Recursos Nacionais pela Universidade de Defesa Nacional dos Estados Unidos.

## Carreira militar
Gantz foi convocado para o IDF em 1977, tornando-se paraquedista da Brigada Paraquedista. Em 1977, participou na sua primeira missão como jovem recruta como integrante da equipe de segurança responsável pelo presidente egípcio Anwar Sadat em sua visita a Israel. Em 1979, tornou-se oficial depois de se graduar na escola das forças armadas, retornando à Brigada Paraquedista e servindo como líder de pelotão, também realizando um curso nas Forças Especiais do Exército dos Estados Unidos e lutando na Primeira Guerra do Líbano.
Mais tarde, Gantz liderou 890 batalhões de paraquedistas em operações de contra-guerrilha no sul do Líbano. Em 1991, liderou a unidade de comando que ficava em Addis Abeba, na Etiópia, durante 36 horas, assegurando o transporte aéreo de 14.000 judeus etíopes para Israel no âmbito da Operação Salomão.
No curso da sua carreira militar, Gantz serviu como comandante da Unidade Shaldag na Força Aérea Israelense; Comandante da 35ª Brigada de Paraquedistas; Comandante da Divisão de Reservas no Comando Norte; Comandante da Unidade de Ligação do Líbano; Comandante do Comando Norte de Israel em 2001; e como adido militar de Israel nos Estados Unidos de 2005 a 2009, antes de se tornar o vice-chefe do Estado-Maior.

### Chefe do Estado-Maior

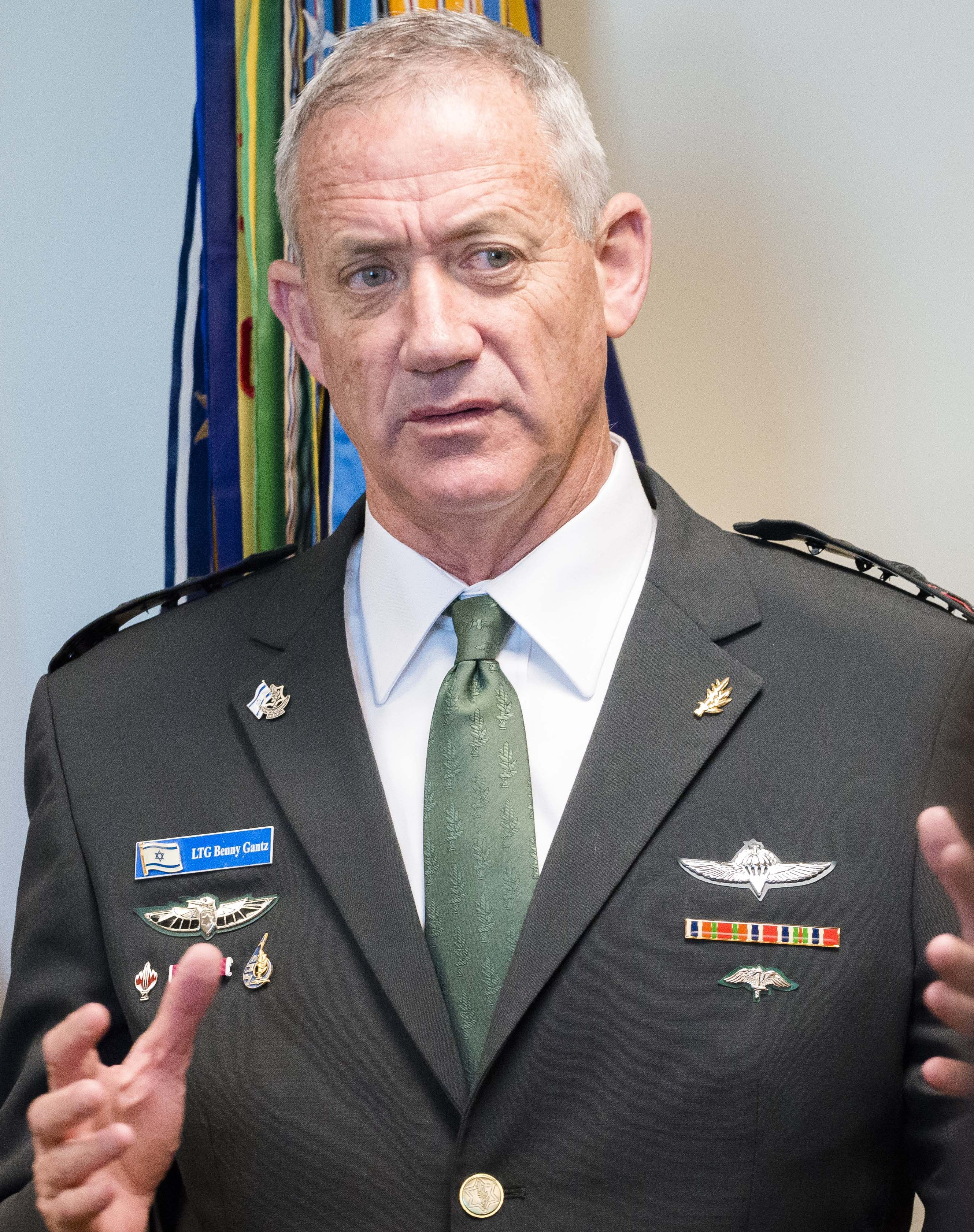
Gantz em 2015.

Em 2011, Gantz foi designado como Chefe do Estado-Maior Geral das Forças de Defesa de Israel, o mais alto cargo militar do país. Sua indicação foi aprovada por unanimidade pelo governo israelense, liderado pelo primeiro-ministro Benjamin Netanyahu. De acordo com o The Jerusalem Post, Netanyahu classificou Gantz como "excelente oficial e comandante experiente, que possui rica experiência operacional e logística, com todos os atributos necessários para ser um comandante do exército de sucesso." Foi empossado em 14 de fevereiro de 2011.
Como chefe do Estado-Maior, Gantz nomeou Orna Barbivai como a primeira mulher major-general da IDF. Gantz comandou as forças armadas israelenses durante a luta do país contra facções palestinas em Gaza, liderando a IDF nas campanhas Operação Pilar Defensivo e Operação Margem Protetora. Durante ambas as operações, 2.526 palestinos e 79 israelenses, militares e civis, foram mortos (segundo as Nações Unidas), levando os palestinos e grupos de direitos humanos a acusarem as autoridades militares de Israel de cometerem crimes de guerra. Em resposta, afirmou que as forças militares de seu país buscaram evitar as baixas, que ocorreram por culpa do Hamas. Quando seu mandato terminou em 2015, Gantz também encerrou sua carreira militar.

## Carreira empresarial
Após sair da IDF, Gantz atuou como presidente da Fifth Dimension, uma empresa de tecnologia de segurança e aplicação da lei, especializada em rastreamento via spyware para smartphones. A empresa foi fechada devido a razões financeiras depois do o seu investidor russo ter sido sancionado pelos Estados Unidos durante a investigação sobre as tentativas russas de interferir nas eleições norte-americanas.

## Carreira política

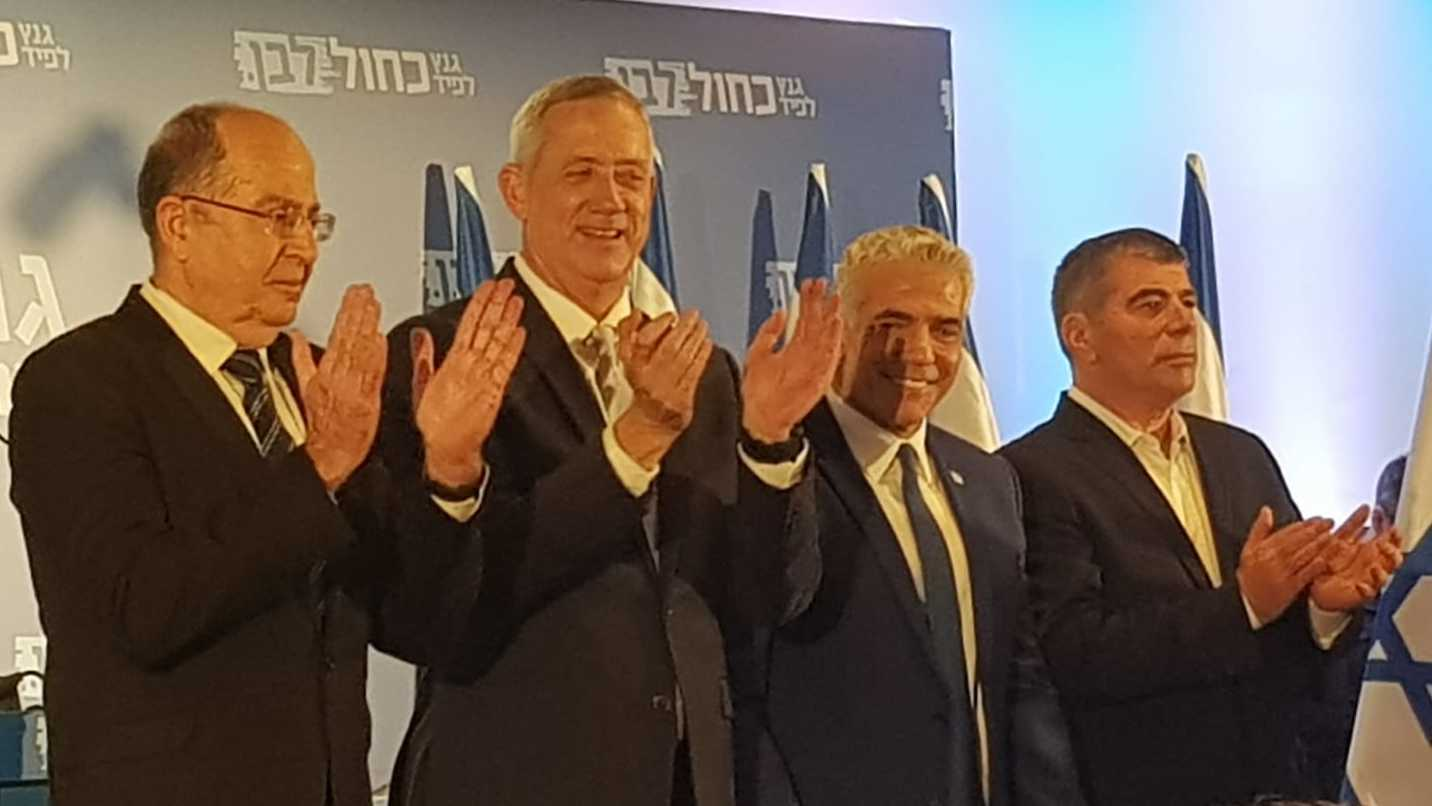
Gantz com seus aliados da coligação Azul e Branco, em 2019.

No final de 2018, Gantz anunciou a formação de um novo partido político, sem divulgar seu nome ou pontos de vista. À época, as pesquisas de opinião indicaram que o partido possuía um apoio flutuante. Em 27 de dezembro, estabeleceu formalmente o Partido da Resiliência de Israel ("Hosen LeYisrael", em hebraico), que disputou a eleição legislativa de abril de 2019. Em janeiro de 2019, Gantz prometeu fortalecer os blocos de assentamentos israelenses e disse que Israel nunca deixaria as Colinas de Golã; ainda, não endossou nem rejeitou uma Solução dos dois Estados para o conflito israelense-palestino.
Gantz adotou posições políticas centristas, e a Azul e Branco reuniu tanto políticos da centro-esquerda quanto de centro. Durante as eleições de 2019, a coligação propôs limites de mandato para o primeiro-ministro, a proibição de políticos indiciados integrarem o Knesset, a inclusão das minorias israelenses e a retomada das negociações com a Autoridade Palestina para um acordo de paz.
O candidato com maior possibilidade de derrotar Netanyahu, Gantz rejeitou formar uma coligação com o primeiro-ministro, citando a aliança de Netanyahu com partidos ultraortodoxos e da extrema direita, bem como os casos de corrupção que era acusado. Na eleição de abril, os partidos de Gantz e Netanyahu empataram e, após Netanyahu não conseguir formar um governo, uma segunda eleição foi convocada para setembro do mesmo ano.  Na nova disputa, a Azul e Branco obteve uma pequena vantagem, e Gantz anunciou sua intenção de ocupar a cargo de primeiro-ministro.
Em 26 de março de 2020, Gantz foi eleito presidente do Knesset, substituindo Yuli-Yoel Edelstein, do Likud, que renunciou. Essa decisão foi contestada por sua coalizão, uma vez que Gantz anteriormente se concentrou nas promessas de suas campanhas para expulsar Netanyahu do cargo, e prometeu que não atuaria sob o 'líder corrupto' que enfrentava acusações criminais.
Apesar de concordar em participar do governo de coalizão liderado por Netanyahu à luz da pandemia do Pandemia de COVID-19, Gantz novamente expressaria oposição aos planos de anexação de Netanyahu. Em 29 de junho de 2020, Gantz alegou que o primeiro-ministro de Israel deveria colocar a pandemia do COVID-19 em primeiro lugar.

## Vida pessoal
Gantz é casado com Revital, com quem tem quatro filhos. A família reside em Rosh HaAyin. Em 2010, o diário israelense Israel Hayom informou que Gantz havia estendido ilegalmente o perímetro de seu quintal por vários metros para abranger um pequeno lote de terra designado como propriedade pública. Gantz confirmou a notícia, mas afirmou que as terras em questão não eram e não podiam ser acessíveis ao público. Dois meses depois, o convés que ele construiu foi removido.